# Sudebnik del 1497
Il Sudebnik del 1497 (Судебник 1497 года in russo, o codice di legge) era una raccolta di leggi introdotte da Ivan III nel 1497. Svolse un ruolo importante nella centralizzazione dello stato russo, nella creazione della legge nazionale russa e nell'eliminazione della frammentazione feudale. 

## Storia
Prese le sue radici dall'antica legge russa, tra cui la Russkaja Pravda, Codice legale di Pskov, decreti principeschi e legge comune, i cui regolamenti erano stati aggiornati con riferimento ai cambiamenti sociali ed economici. Fondamentalmente, il Sudebnik era una raccolta di procedure legali. Istituì un sistema universale degli organi giudiziari dello stato, definì la loro competenza e subordinazione e regolò le spese legali. Il Sudebnik ampliò la gamma di atti, considerati punibili dagli standard della giustizia penale (ad esempio, sedizione, sacrilegio, calunnia). Rinnovò inoltre il concetto di diversi tipi di reato. Stabilì la natura investigativa dei procedimenti giudiziari, decretò diversi tipi di punizione, come la pena di morte, la flagellazione ecc. Al fine di proteggere la proprietà fondiaria feudale, il Sudebnik introdusse alcune limitazioni nella legge sulla proprietà, aumentò il termine di limitazione delle azioni legali riguardanti le terre principesche, introdusse la flagellazione per la violazione dei confini delle proprietà terriere principesche, dei boiardi e monastiche e la violazione dei confini comportava una ammenda. Il Sudebnik introdusse anche una tassa (пожилое, o požiloe) per i contadini che volevano lasciare il loro signore feudale (Крестьянский выход, o Krest'janskij vychod), e stabilì anche una giornata universale (26 novembre) attraverso lo stato russo per i contadini, che volevano passare ad altro padrone (Юрьев день, o giorno di Jurij).